# 239 Адрастеја
239 Adrastea је астероид главног астероидног појаса са пречником од приближно 41,52 km.
Афел астероида је на удаљености од 3,660 астрономских јединица (АЈ) од Сунца, а перихел на 2,283 АЈ.
Ексцентрицитет орбите износи 0,231, инклинација (нагиб) орбите у односу на раван еклиптике 6,162 степени, а орбитални период износи 1871,279 дана (5,123 година).
Апсолутна магнитуда астероида је 10,30 а геометријски албедо 0,077.
Астероид је откривен 18. августа 1884. године.